# Streufeld (Geologie)

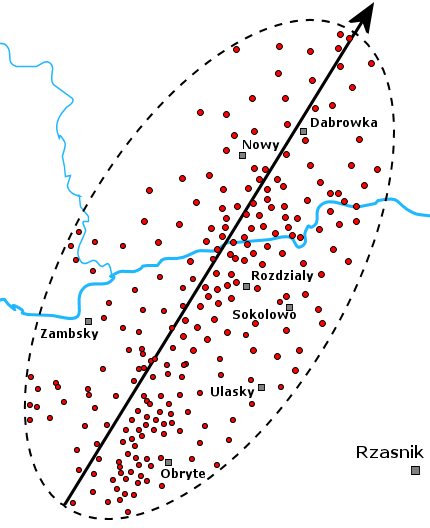
Streuellipse der Pultusk-Meteorite

Als Streufeld wird ein Gebiet bezeichnet, in dem sich Meteorite oder Tektite als Ergebnis eines Impakts verteilt haben. Auch Satelliten, die beim Wiedereintritt in die Atmosphäre zerbrechen, können ein Trümmerstreufeld erzeugen.
Eine häufig vorgefundene geometrische Form des Streufeldes ist die Streuellipse. Sie entsteht in aller Regel, da ein Meteoroid in einem Winkel auf die Erde trifft und in der Atmosphäre zerbricht (fragmentiert). Aufgrund des Luftwiderstandes werden die unterschiedlich großen Bruchstücke unterschiedlich stark abgebremst. Aufgrund des Gesetzes von Stokes ist die Bremswirkung umgekehrt proportional zur Oberfläche der Meteoriten. Im Trümmerschwarm bleiben die kleinen Teile somit zurück und werden zusätzlich am meisten durch Wind beeinflusst. Die Bruchstücke verteilen sich in einer elliptischen Form, wobei die kleineren Stücke am Anfang und am weitesten entfernt von der Halbachse der Ellipse fallen, während die größeren Meteorite das Ende markieren. Aus der Verteilung von Meteoritenmassen und der Form der Streuellipse kann somit die Richtung und der Eintrittswinkel des Meteoroiden annähernd rekonstruiert werden.